# Stylissa flabelliformis
Stylissa flabelliformis är en svampdjursart som först beskrevs av Jörn Hentschel 1912.  Stylissa flabelliformis ingår i släktet Stylissa och familjen Dictyonellidae. Inga underarter finns listade i Catalogue of Life.